# Villard de Honnecourt

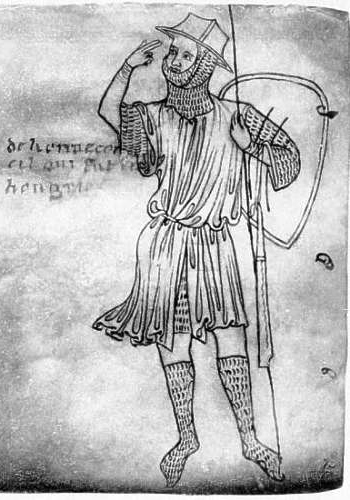
Presunto autoritratto di Villard de Honnecourt dal Livre de portraiture (circa 1230)

Villard de Honnecourt, nei testi anche Ulardus de Hunecort e Vilars de Honecourt (... – XIII secolo), è stato un architetto francese, noto soprattutto per il Livre de portraiture, una raccolta di disegni, corredati da annotazioni, fondamentale per la conoscenza dell'architettura gotica.

## Biografia
Il suo nome potrebbe indicare il luogo di origine o il monastero dal quale partì; Honnecourt-sur-Escaut è infatti un piccolo paese della Piccardia, sede di un'abbazia benedettina.
Villard viaggiò moltissimo in Francia, Svizzera, Germania e Ungheria, tuttavia in nessun edificio è possibile riconoscere il suo intervento progettuale, mancando qualsiasi altra attestazione di Villard al di fuori del prezioso manoscritto da lui redatto e pervenuto fino a noi col nome di Livre de portraiture.

## IlLivre de portraiture
Il Livre de portraiture, oggi conservato presso la Biblioteca nazionale di Francia, è composto da 33 fogli di pergamena (probabilmente meno degli originali), ognuno dei quali scritto e disegnato su entrambi i fronti (recto e verso).
I disegni e le didascalie (in piccardo antico, una variante del francese dell'Île-de-France) del taccuino trattano di tecniche architettoniche in uso nei cantieri gotici, riproducono le piante della torre di Laon, delle chiese di Cambrai,  Vaucelles, Meaux, l'elevazione interna delle cappelle absidali della Cattedrale di Reims, motivi decorativi, soggetti sacri e profani, nonché schemi geometrici per la rappresentazione della figura umana e degli animali.
La precisione degli schemi, la qualità degli schizzi, la perfetta corrispondenza delle piante sono straordinarie. 
Il taccuino di Villard de Honnecourt rappresenta la migliore fonte grazie alla quale siamo a conoscenza dello schema proporzionale della figura umana secondo il metodo gotico, che si offre quale alternativa al precedente schema vitruviano.

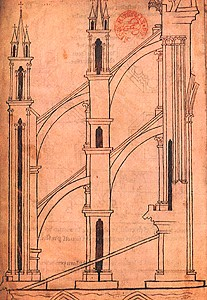
I contrafforti della cattedrale di Reims
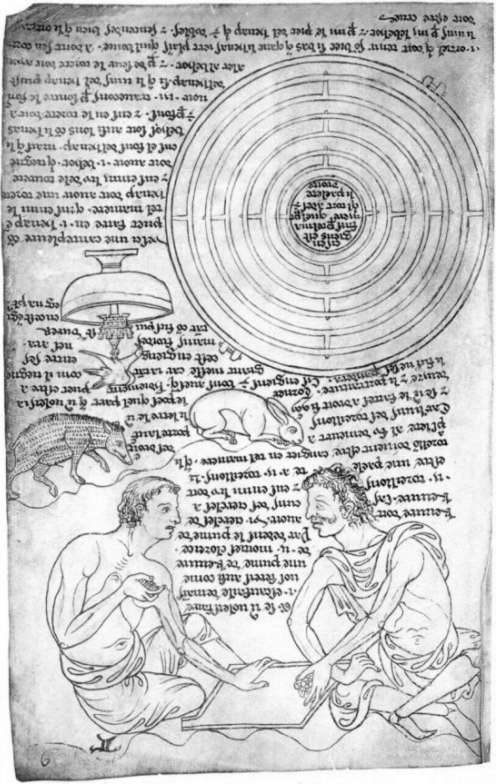
Labirinto e giocatori di scacchi
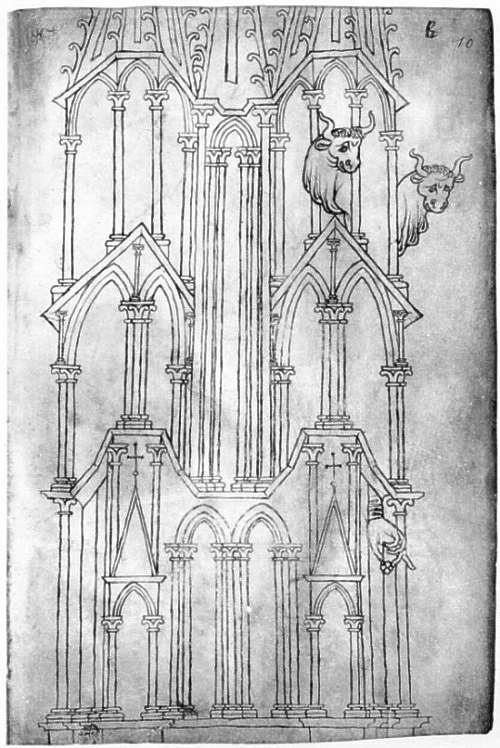
La torre di Laon
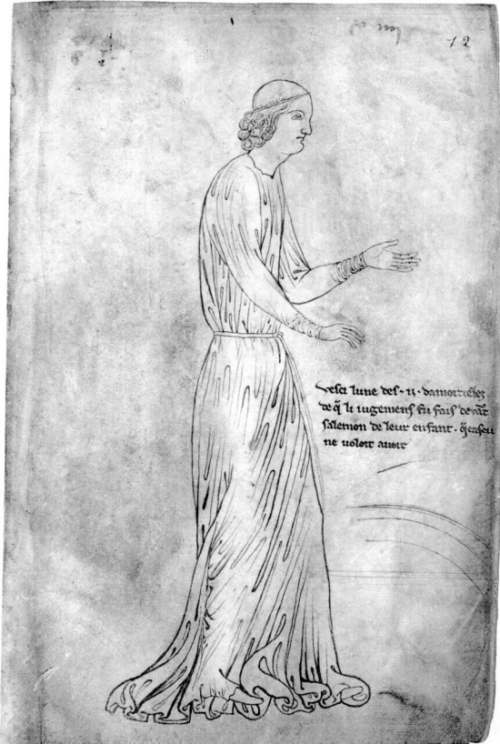
La Regina di Saba
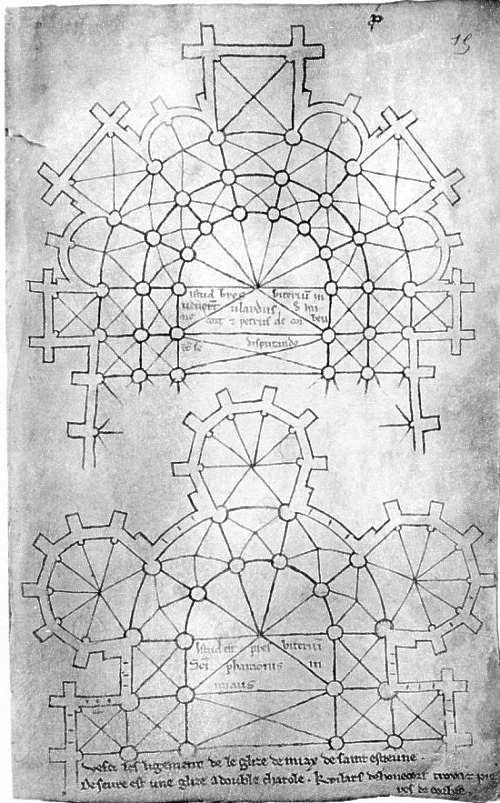
Due soluzioni di abside
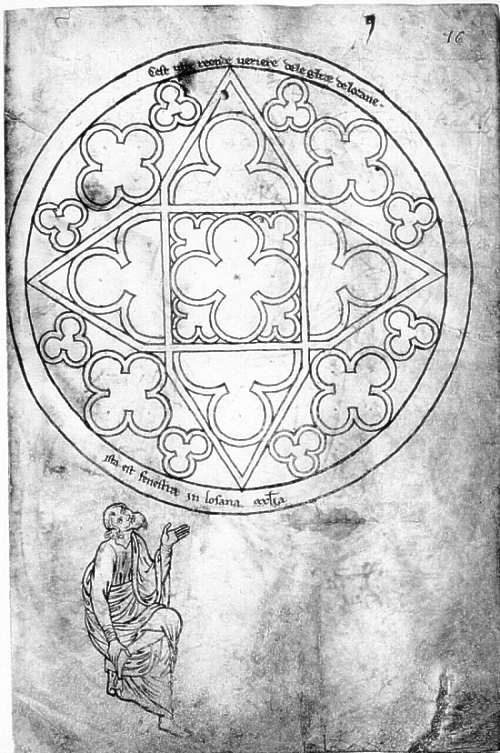
Il rosone della cattedrale di Losanna
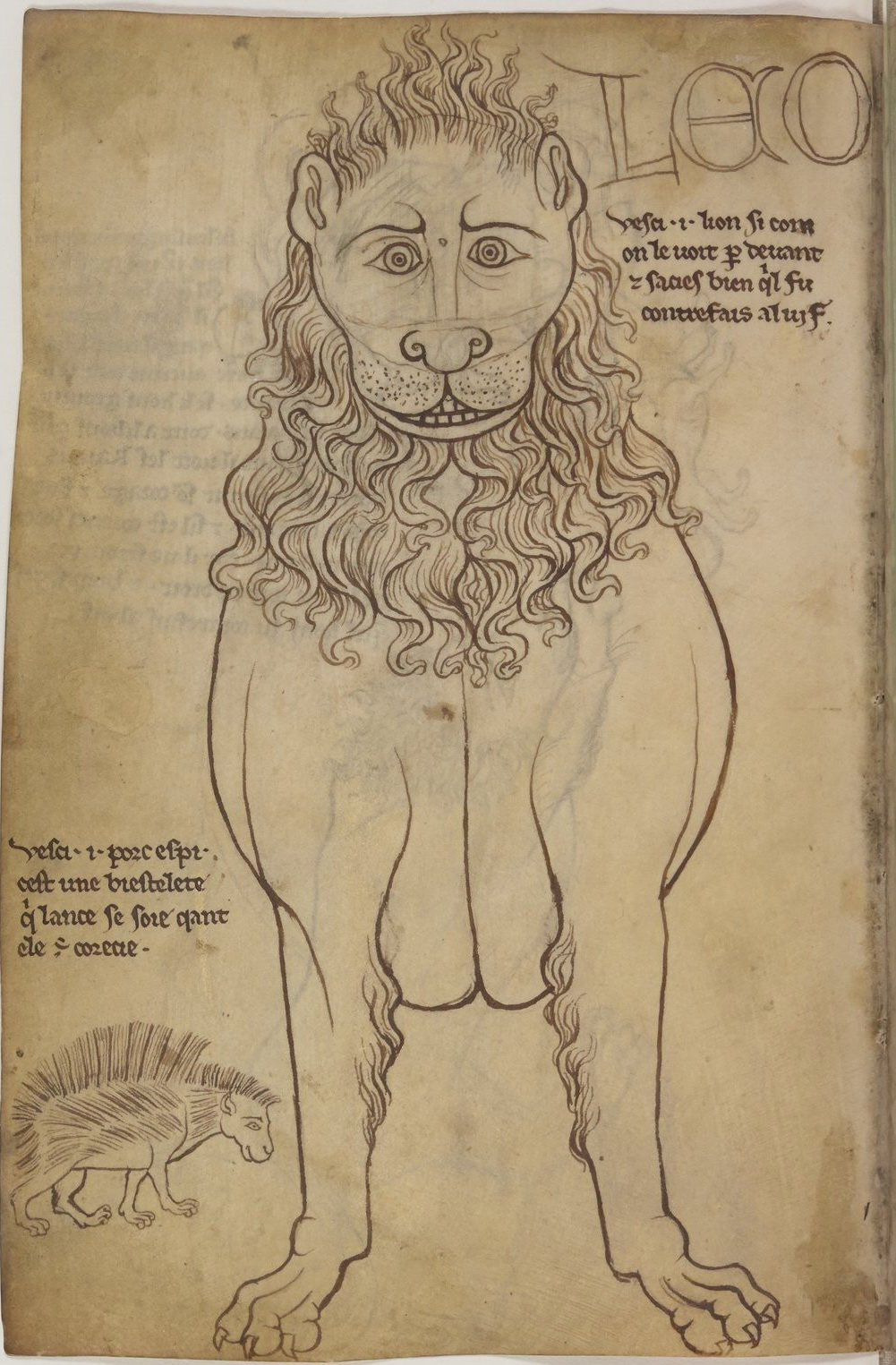
Il leone
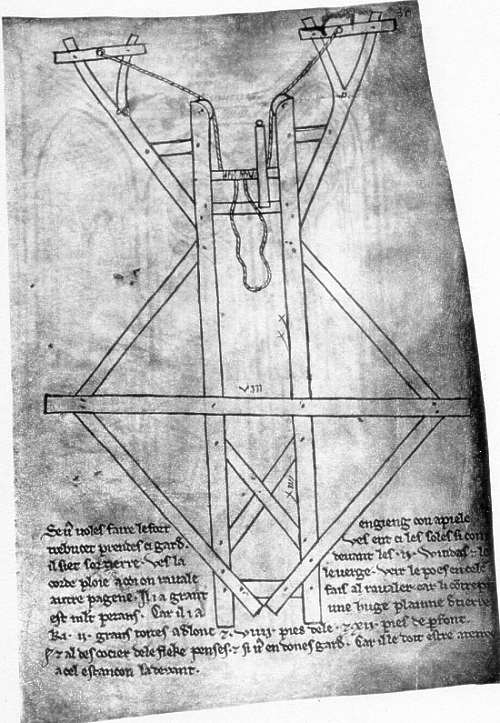
La catapulta (o trabucco)
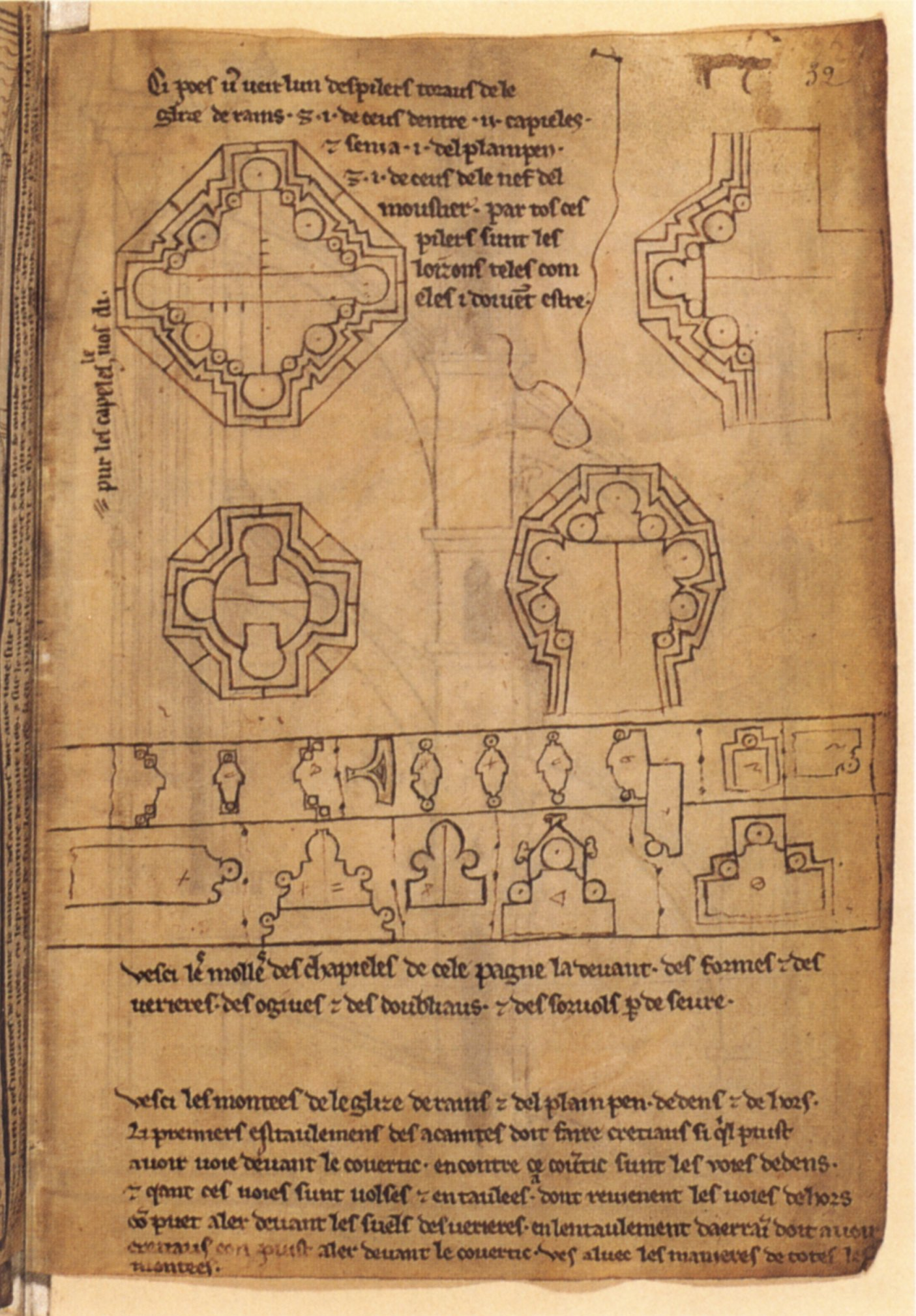
Sezioni di pilastri polistili
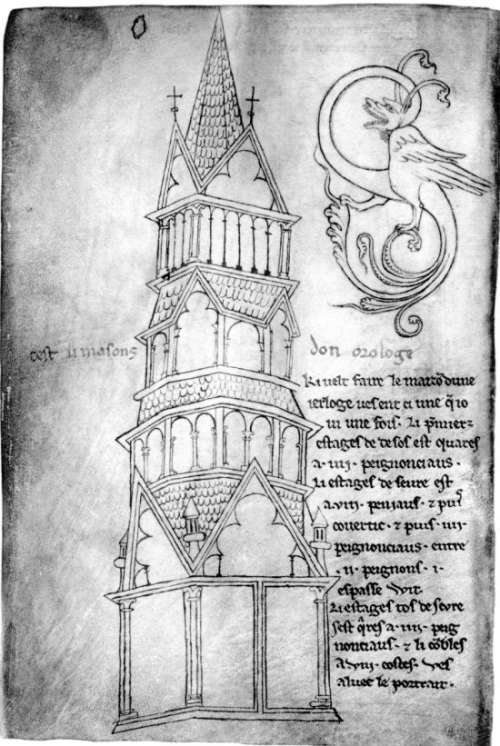
La cosiddetta masons don orologe
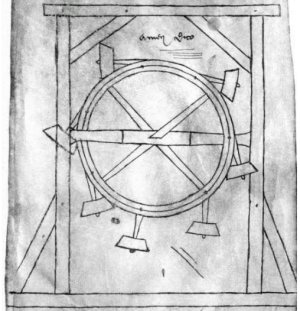
Dispositivo per il moto perpetuo